# أنديس (هريس)
أنديس هي قرية في مقاطعة هريس، إيران. يقدر عدد سكانها بـ 372 نسمة بحسب إحصاء 2016.